# 그렉 라스웰
그렉 라스웰(Greg Laswell, 1974년 4월 26일 ~ , 캘리포니아주 롱비치)는 미국의 음악가이자 싱어송라이터, 레코딩 엔지니어, 프로듀서이다. 현재까지 5개의 정규 음반을 발매했다.

## 음반 목록
- Good Movie (2003)
- Through Toledo (2006)
- Three Flights from Alto Nido (2008)
- Take a Bow (2010)
- Landline (2012)
- I Was Going To Be an Astronaut (2014)